# Morinda billardierei
Morinda billardierei är en måreväxtart som beskrevs av Henri Ernest Baillon. Morinda billardierei ingår i släktet Morinda och familjen måreväxter. Inga underarter finns listade i Catalogue of Life.